# 三吉央起
三吉 央起（みよし おうき、1996年11月12日 - ）は、東京都品川区出身の元プロ野球選手（投手）。右投右打。

## 経歴

### プロ入り前
東京都市大学付属小学校の2年生時に地域の少年野球チーム「品川レインボーズ」に入ってから野球を始める。小学時代のポジションは捕手。
東京都市大学付属中学校・高等学校に進学し、中高で硬式野球部に所属。中学時代は捕手を務めながら投手にも挑戦。高校時代は主に外野手でレギュラー。肩が強く、投手も務めたが、制球難のために投手としては三番手。公式戦には3試合しか登板せず、3年生夏は1回も登板することなく西東京大会3回戦で敗北し、甲子園出場経験はなし。
高校時代でのポジションが中途半端だったことから野球に対して不完全燃焼で終わってしまい、その未練を晴らすために大学進学後も野球を続けることを志望。神奈川大学野球連盟2部の大学であり部員が少なく、レギュラーメンバーとして活躍したいという目論見と、高校まで私立で学費が高かったことから、学費の安い横浜市立大学国際総合科学部を受験して合格。大学硬式野球部では投手を志望したが、部員が少なく捕手が少ないチーム事情と、監督の臼杵大輔から「このフォームで投げたら故障する。投手は体作りをしてからでいい」という判断を下されたことから1年生時は捕手を務めた。グラウンドが他部との併用のため練習時間に制限があったり、監督に行政書士の本業があって指導にあたれる日にちが土日のみだったりなど恵まれた環境ではなかったが、捕手を経験するうちに制球力や球速をあげ、2年生夏に捕手から投手へ再転向、インターネットで参考になる理論や動画などを調べ上げた。また、監督が社会人チームに声をかけ、練習に参加させてもらったことで、より意識の高い考えを学んだ。3年生春にはリーグ戦で4勝をあげて最優秀投手賞を受賞。秋からエースとして背番号18を背負う。
新4年生春休みのときに静岡大学とのオープン戦で最速147km/hを計測し、その試合をたまたま見ていた監督の知り合いであるスポーツライターの高木遊から初めて取材を受け、当時女子マネジャー1人を含む部員たった12人のチームに現れた投手として野球メディア「BASEBALL GATE」に取り上げられる。当初は社会人野球の道に進むか普通に就職することを考え、春には就職活動を行っていたが、記事が掲載されて以降、プロスカウトが試合に訪れるようになり、5月からはプロ野球選手を目指すようになる。しかし、1部昇格を目指した春のリーグ戦では結果を出せず、プロスカウトが視察に来ていた8月26日の練習試合で元々痛みを抱えていた右肘を故障。靭帯が伸び切ってしまい、10月29日にトミー・ジョン手術を受ける。怪我から復帰後にプロ野球選手を目指すため、大学を半年休学し、もう1年大学に残る野球浪人を決める。硬式野球部退部後は、4年生時に高木から紹介された「IWA ACADEMY」にて個人でリハビリとトレーニングに励んだ。また、「IWA ACADEMY」トレーナーの木村匡宏らとともに怪我のしにくいフォームを作り上げていった。

### 琉球時代
2019年11月、独立リーグのベースボール・チャレンジ・リーグのトライアウトに参加し、このときに球速を144km/hまで戻した。同月、沖縄県初のプロ野球チームとして2020年から始動する琉球ブルーオーシャンズのトライアウト（沖縄県浦添市）にも参加。コンディションが整ったのは受験の2,3週間前という状況でまだ本調子ではなかったものの、ストレートをアピールし琉球から合格を勝ち取る。琉球はNPB球団ではないものの、横浜市立大学出身者としては初のプロ野球選手となった。将来的にはNPB入りを目指すとしている。
2020年は実戦登板を果たせるまでに回復。7月の試合では何試合かに先発投手に抜擢されることもあったが、11月9日に自由契約となり、1年で退団となった。現役は続行する意向を示し、12月に帰京した。

### BCリーグ時代
2021年2月16日よりベースボール・チャレンジ・リーグ（BCリーグ）のオセアン滋賀ブラックスの練習に参加。3月4日に選手契約が正式に発表された。同年シーズンの開幕時点では登録選手に含まれておらず、イップスに陥っていたことから練習生だった。7月3日にA契約に変更され、試合に登板できるまでに復帰。シーズン最終登板試合では球速が手術前の最速タイの147km/hを記録するも、シーズンを通しては目立った成績を残すことはできず、シーズン終了後の10月12日、滋賀を退団（自由契約）することが発表された。

### 退団後
2021年10月27日、自身のInstagramで独立リーグでのプレーからの引退を決断したことを報告した。球速が元に戻ったことでもう1年野球を継続しようと、BCリーグの球団個別練習会や九州アジアリーグのトライアウト受験なども考えていたが、「もうやれることはやったな」と達成感も抱いていたことから、関係者に引退の連絡を取って退路を断った。
滋賀退団後は就職を目指し、12月31日までに内定をとることを目標に掲げた。アスリートのセカンドキャリア問題に対し、自身がモデルとなってリアルな現状を伝えるため、就職活動の様子をSNS上で発信を続けた。結果、転職支援を手掛ける株式会社ユニポテンシャルに就職した。程なくして独立し、転職支援、新規事業開発を手掛けている。
なお、クラブチームに参加して野球自体は続ける意向であり、滋賀退団後に神奈川県茅ヶ崎市のクラブチーム・茅ヶ崎サザンカイツの体験に参加。のちに正式に同チームのメンバーとして試合にも登板している。また、2022年2月2日には高校生や大学生を指導するために必要な学生野球資格を回復した。

## 選手としての特徴
最速147km/hの直球と、落差のあるフォークボールが武器の本格派右腕であった。その他の変化球にスライダー、チェンジアップがある。かつてはオーバースローの投球フォームだったが、手術前の感覚を超えられず、コントロールや直球の感覚の良さから、2020年10月からはサイドスローに転向している。手術後、サイド転向後は球速が落ちていたが、現役引退直前には元の147km/hまで最高球速を戻していた。

## 人物
モチベーションを保ちづらくなったときは山﨑康晃や岡野祐一郎のピッチング動画を見て自分を奮い立たせている。
実家では猫を飼っており、マツイ、イチローと名前を付けている。
沖縄県に本拠地を構える琉球ブルーオーシャンズに入団したが、叔母が沖縄県嘉手納町でもつ鍋屋を経営しており、毎年年始に家族で叔母の家を訪れているという縁がある。

## 詳細情報

### 独立リーグでの年度別投手成績
| 年 度    | 球 団    | 登 板 | 先 発 | 完 投 | 完 封 | 無 四 球 | 勝 利 | 敗 戦 | セ 丨 ブ | ホ 丨 ル ド | 勝 率 | 打 者 | 投 球 回 | 被 安 打 | 被 本 塁 打 | 与 四 球 | 敬 遠 | 与 死 球 | 奪 三 振 | 暴 投 | ボ 丨 ク | 失 点 | 自 責 点 | 防 御 率 | W H I P |
| -------- | -------- | ----- | ----- | ----- | ----- | -------- | ----- | ----- | -------- | ----------- | ----- | ----- | -------- | -------- | ----------- | -------- | ----- | -------- | -------- | ----- | -------- | ----- | -------- | -------- | ------- |
| 2021     | 滋賀     | 11    | 2     | 0     | 0     | 0        | 0     | 1     | 0        | 0           | .000  | 80    | 16.1     | 20       | 1           | 12       | -     | 3        | 13       | 5     | 0        | 14    | 12       | 6.61     | 1.96    |
| BCL：1年 | BCL：1年 | 11    | 2     | 0     | 0     | 0        | 0     | 1     | 0        | 0           | .000  | 80    | 16.1     | 20       | 1           | 12       | -     | 3        | 13       | 5     | 0        | 14    | 12       | 6.61     | 1.96    |

- 2021年度シーズン終了時

### 背番号
- 35（2020年）
- 25（2021年）